# Children of Mana
Children of Mana, i Japan känt som Seiken Densetsu DS: Children of Mana (聖剣伝説DS CHILDREN of MANA?), är ett spel släppt av det japanska företaget Square Enix till Nintendo DS. Spelet är en del av spelserien Mana.